# Viola desetangsii
Viola desetangsii är en violväxtart som beskrevs av G. Camus och Hariot. Viola desetangsii ingår i släktet violer, och familjen violväxter. Inga underarter finns listade i Catalogue of Life.